# Helsa
Helsa est une municipalité allemande située dans le land de la Hesse et l'arrondissement de Cassel.